# Список послов СССР и России в Афганистане
В статье представлен список послов СССР и России в Афганистане.

## Хронология дипломатических отношений
- 7 апреля — 27 мая 1919 г. — установлены дипломатические отношения с РСФСР на уровне полномочных представительств.
- Договор от 28 февраля 1921 г. подтвердил дипломатические отношения между РСФСР и Афганистаном.
- 23 июля 1923 г. установлены дипломатические отношения с СССР на уровне посольств.

| Срок полномочий                    | Посол                             | Годы жизни          | Вручение верительных грамот | Комментарии                                          |                     |
| ---------------------------------- | --------------------------------- | ------------------- | --------------------------- | ---------------------------------------------------- | ------------------- |
| РСФСР                              |                                   |                     |                             |                                                      |                     |
| 23 июня 1919 — 1921                | Яков Захарович Суриц              | 1882—1952           |                             | Полномочный представитель                            |                     |
| 16 июля 1921 — 6 февраля 1924      | Фёдор Фёдорович Раскольников      | 1892—1939           | 17 ноября 1921              | Полномочный представитель                            |                     |
| СССР                               |                                   |                     |                             |                                                      |                     |
| 22 апреля 1924 — 16 апреля 1936    | Леонид Николаевич Старк           | 1889—1937           | 10 июля 1924                | Полномочный представитель                            |                     |
| 16 апреля 1936 — 1 ноября 1937     | Борис Евсеевич Сквирский          | 1887—1941           | 12 августа 1936             | Полномочный представитель                            |                     |
| 24 декабря 1937 — 1 сентября 1943  | Константин Александрович Михайлов | 1904—1985           | 23 марта 1938               | Полномочный представитель до 9 мая 1941, затем посол |                     |
| 11 ноября 1943 — 23 июня 1947      | Иван Николаевич Бакулин           | 1906—1963           | 17 февраля 1944             |                                                      |                     |
| 23 июня 1947 — 27 мая 1948         | Иван Васильевич Самыловский       | 1905—1971           | 23 августа 1947             |                                                      |                     |
| 27 мая — 11 июля 1948              | Иван Алексеевич Иванов            | 1906—1948           | —                           |                                                      |                     |
| 6 ноября 1948 — 10 июля 1953       | Артемий Фёдорович Фёдоров         | 1901—1965           | 8 января 1949               |                                                      |                     |
| 10 июля 1953 — 5 июня 1960         | Михаил Васильевич Дегтярь         | 1906—1994           | 23 августа 1953             |                                                      |                     |
| 5 июня 1960 — 8 октября 1965       | Сергей Фёдорович Антонов          | 1911—1987           | 28 июля 1960                |                                                      |                     |
| 8 октября 1965 — 11 ноября 1969    | Константин Иванович Александров   | 1912—1981           | 30 октября 1965             |                                                      |                     |
| 11 ноября 1969 — 3 октября 1972    | Сергей Петрович Киктев            | 1915—1980           | 23 декабря 1969             |                                                      |                     |
| 3 октября 1972 — 10 ноября 1979    | Александр Михайлович Пузанов      | 1906—1998           | 19 ноября 1972              |                                                      |                     |
| 10 ноября 1979 — 13 августа 1986   | Фикрят Ахмеджанович Табеев        | 1928—2015           | 1 декабря 1979              |                                                      |                     |
| 13 августа 1986 — 15 марта 1988    | Павел Петрович Можаев             | 1930—1994           |                             |                                                      |                     |
| 15 марта — 14 октября 1988         | Николай Григорьевич Егорычев      | 1920—2005           |                             |                                                      |                     |
| 14 октября 1988 — 15 сентября 1989 | Юлий Михайлович Воронцов          | 1929—2007           |                             |                                                      |                     |
| 15 сентября 1989 — 25 декабря 1991 | Борис Николаевич Пастухов         | 1933—2021           |                             |                                                      |                     |
| Российская Федерация               |                                   |                     |                             |                                                      |                     |
| 25 декабря 1991 — 22 февраля 1992  | Борис Николаевич Пастухов         | 1933—2021           |                             |                                                      |                     |
| 24 января — 31 декабря 1992        | Евгений Дмитриевич Островенко     | род. 1940           |                             |                                                      |                     |
| 31 декабря 1992 — 21 февраля 2002  | Посол не назначался               | Посол не назначался | Посол не назначался         | Посол не назначался                                  | Посол не назначался |
| 21 февраля 2002 — 17 февраля 2004  | Михаил Алексеевич Конаровский     | род. 1944           |                             |                                                      |                     |
| 17 февраля 2004 — 21 сентября 2009 | Замир Набиевич Кабулов            | род. 1954           | 18 марта 2004               |                                                      |                     |
| 21 сентября 2009 — 1 сентября 2014 | Андрей Левонович Аветисян         | род. 1960           | 28 октября 2009             |                                                      |                     |
| 18 ноября 2014 — 29 апреля 2020    | Александр Викентьевич Мантыцкий   | род. 1955           | 30 декабря 2014             |                                                      |                     |
| С 29 апреля 2020                   | Дмитрий Александрович Жирнов      | род. 1977           | 30 мая 2020                 |                                                      |                     |